# 연안부두 (가요)

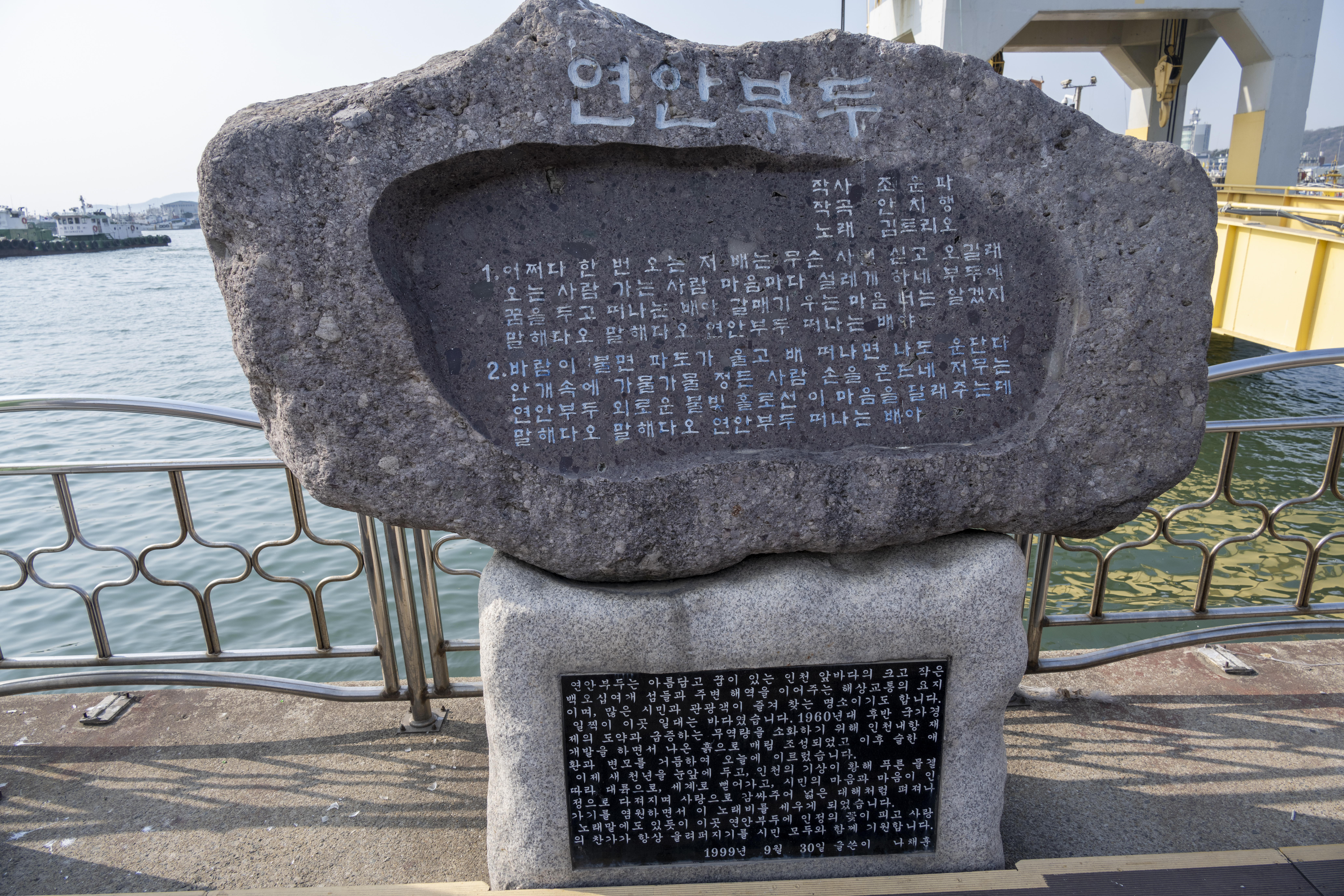
노래의 실제 배경인 인천광역시 중구 연안부두에 있는 〈연안부두〉의 공식 노래비

《연안부두》는 1979년 김트리오가 부른 대중가요이다.
이 노래는 스포츠 응원에 사용되는 응원가로 더욱 유명하다. 스포츠와는 무관한 가사를 갖고 있지만, 인천광역시를 배경으로 지어진 노래여서, 현대 유니콘스·SK 와이번스·SSG 랜더스 등 인천광역시를 연고로 하는 프로야구 팀들은 물론 인천고·제물포고·인하대 등 인천의 학생 스포츠팀들까지 오랫동안 응원가로 사용해 유명해졌다. 최근에는 프로배구 V-리그 인천 대한항공 점보스와 인천 흥국생명 핑크스파이더스의 응원가로도 사용되면서 인천 연고의 스포츠팀을 대표하는 응원가가 되었다.
노래에 나오는 연안부두는 인천광역시 중구 연안동에 위치한 인천항 연안부두를 의미한다. 현재 이 곳에는 백령도·대청도·연평도·덕적도 등 황해안 섬들을 오가는 정기 여객선 및 제주도를 오가는 초대형 여객선이 오가는 인천항 연안여객터미널과 중국 등 국제선 여객선이 오가는 인천항 국제여객터미널이 위치해 있다. 또한 실제 연안부두 친수공원에는 이 노래의 노래비가 설치되어 있다.

## 작곡 배경
연안부두의 작사가 조운파는 노래 작사 배경을 이렇게 밝혔다.

"내가 원래 충청도 부여 출신이긴 한데, 학생 시절에 전학을 와서 인천에서 살았어요. 그래서 종종 연안부두에 앉아서 바다를 보내면서 시간을 보내고 했는데, 그 시절에는 인천 연안부두가 지금처럼 크지 않았고, 그래서 고깃배나 섬을 오가는 조그만 배들이 많이 드나들었거든요. 물론 간혹 외국을 오가는 배들도 있었고. 그래서 거기 앉아 있다 보면 이별하는 사람, 감격적으로 해후하는 사람, 망망대해를 그저 바라보며 누군가를 기다리는 사람. 또 한 쪽에는 생선 파는 사람, 손님 소매를 끌어당기는 작부, 그런 모습들을 항상 보곤 했죠. 그런 다양한 삶의 애환, 로맨스, 절망, 눈물과 기쁨, 그런 것들이 가슴에 새겨져 있다가 나중에 노래 만드는 일을 하면서 한 번 써보게 된 것이죠."— SK 와이번스 용틀임 마당 '김은식 칼럼' - 야구장의 삼십년 합창 "연안부두 떠나는 배야" 중에서

## 가사
- 1절

어쩌다 한 번 오는 저 배는 무슨 사연 싣고 오길래
오는 사람 가는 사람 마음마다 설레게 하나
부두에 꿈을 두고 떠나는 배야 갈매기 우는 마음 너는 알겠지
(후렴) 말해 다오 말해 다오 연안부두 떠나는 배야
- 2절

바람이 불면 파도가 울고 배 떠나면 나도 운단다
안개 속에 가물 가물 정든 사람 손을 흔드네
저무는 연안부두 외로운 불빛 홀로 선 이 마음을 달래 주는데
(후렴) 말해 다오 말해 다오 연안부두 떠나는 배야

## 인천 연고 프로스포츠단 응원가로서의 연안부두

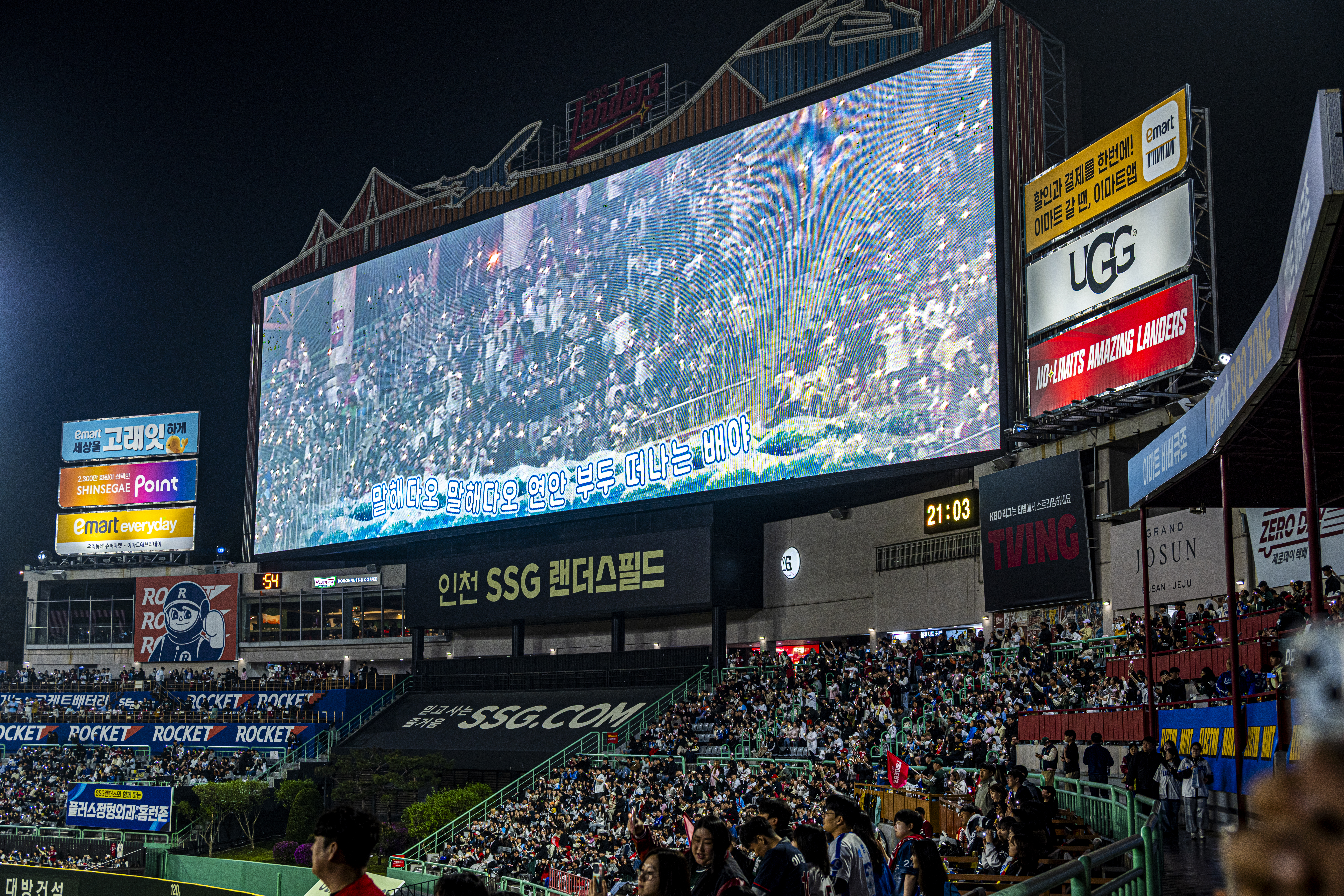
SSG 랜더스의 인천SSG랜더스필드 홈경기 8회 공격 직전 진행되는 연안부두 응원 시간에 연안부두를 부르며 응원하는 SSG 랜더스 팬들

- 롯데 자이언츠의 《부산 갈매기》와 《돌아와요 부산항에》, KIA 타이거즈의 《남행열차》와 《목포의 눈물》 , LG 트윈스의 《서울의 찬가》와 《서울의 아리아》 , 한화 이글스의 《내 고향 충청도》 , NC 다이노스의 《Come on Come on 마산스트리트여》 등과 더불어 한국프로야구를 대표하는 지역 응원가로 알려져 있다.
- KBO 리그 SSG 랜더스의 문학 홈 경기 때 8회초가 종료되면(원정 경기 때는 7회말 종료 후나 8회말 종료 후) 경기장 스피커를 통해 이 노래를 방송하고 있으며, 3루 스카이 박스 아래에 설치된 가로 전광판에 이 노래의 가사가 상영되어, 1루측 관중들이 따라 부를 수 있도록 하고 있다. 이때 관중들은 스마트폰의 손전등 기능을 켜서 불빛을 밝히면서 부르는 관습이 있다. 다만 2절을 부를 즈음에 원활한 경기 진행을 위해 손전등을 끄라는 계도 문구를 전광판에 송출하고 이 시점에는 관중들도 손전등 기능을 끄고 있다.
- 2009년 9월 26일 인천 문학야구장에서 이 노래 작사가인 조운파가 연안부두 노래 발매 30주년을 기념하여 두산 베어스와의 경기 시작 전 시구를 실시하고, 경기 종료 후 연안부두 노래를 테마로 한 불꽃놀이 이벤트를 진행했다.
- 프로배구 V-리그 인천 대한항공 점보스, 인천 흥국생명 핑크스파이더스의 홈 경기 도중 1세트 첫 번째 혹은 3세트 두 번째 테크니컬 타임 아웃 시간을 이용하여 이 노래가 방송된다. 단 테크니컬 타임 아웃 시간이 30초로 제한되어 있어 문학 야구장에서 방송되는 것과는 달리 1절만 나간다.